# چارلز کلاپر
چارلز کلاپر (انگلیسی: Charles Clapper; ۲۰ دسامبر ۱۸۷۵ – ۱۴ سپتامبر ۱۹۳۷) کشتی‌گیر اهل ایالات متحده آمریکا بود.